# Gustav von Hugo
Gustav von Hugo (født 23. november 1764 i Lörrach, død 15. september 1844 i Göttingen) var en tysk retslærd.
Von Hugo blev Dr. juris 1788, samme år ekstraordinær professor i Göttingen og 1792 ordentlig professor sammesteds. Ved læsning af Montesquieu og under personlig påvirkning af Pütter og Spittler fik von Hugo blikket åbent for det uhistoriske i den herskende retslæres historiske opfattelse og fremstilling; medens han vejer og finder de ældre heroer som Heineccius for lette, fremgår hans videnskabelige ideal klart af hans oversættelse af Gibbons historiske oversigt over romerretten (1789). Von Hugo var iagttagelsernes mand. Erkendelsesteoretisk byggede han på Kant, hvem han fuldt ud havde forstået; om von Hugos Lehrbuch des Naturrechts, als einer Philosophie des positiven Rechts (1798) udtalte Jakob Friedrich Fries, at den var mere konsekvent Kantsk end Kant selv. 
Von Hugo indleder den historisk-empiriske retning indenfor den tyske retsvidenskab; overfor naturretten og dennes deduktive metode sætter han studiet af den positive ret og dennes kilder, han gør banen fri for "den historiske skole", men stiftelsen og ledelsen af denne skyldes Savigny. Ved sit videnskabelige grundsyn og sin lærervirksomhed har on Hugo sin historiske betydning, mindre ved sine skrifter, som i alt væsentligt er kompendier eller grundrids til undervisningsbrug, præcise, nøjagtige, men uden form eller kunst. I Göttingische Gelehrte Anzeigen og i sit eget Civilistisches Magazin (1791—1837) holdt von Hugo en ofte skarp, men altid retfærdig hærmønstring over den fremkomne civilistiske litteratur. 
Ved siden heraf udsendte han en lang række lærebøger, oprindelig korte pg knappe, i de senere oplag af betydeligere størrelse, således Institutionen des heutigen Römischen Rechts (1789, 7. udgave 1826), Lehrbuch der Rechtsgeschichte bis auf unsre Zeiten (1790, 11. udgave 1832), Lehrbuch der juristischen Encyklopädie (1792, 8. udgave 1810), Lehrbuch der civilistischen Litterair Geschichte; (1812, 3. udgave 1830), der samlede udgør en Lehrbuch eines civilistischen Cursus i 6 bind. 
Endelig bør nævnes von Hugos kildekritiske arbejder, hans udgave af Ulpians Fragmenta (1788, 4. udgave 1822), af Paulus' Sententiæ (1795) og Ius civile Anteiustinianeum (I—II 1815). Von Hugo er en af de markanteste og skarpest skårne skikkelser i tysk retsvidenskabs historie, en karakterfuld, redelig, kraftig og streng personlighed, der både i liv og handling søgte at nå det Kantske pligtideal. I det af Otto og Else Kern 1908 udgivne Carl Otfried Müller. Lebensbild in Briefen giver den fremragende filolog karakteristiske bidrag til et billede af sin berømte svigerfader.